# Kloster Olizarowystaw
Das Kloster Olizarowystaw (Clarus fons; auch Alizarow-Staw) war eine kleinere Niederlassung (Priorat) des Zisterzienserordens im bei den Teilungen Polens russisch gewordenen Teil Polens. Die Lage wird mit „im Kobryn’schen Kreise und zwei Meilen von Wistycze“ angegeben, wo die Abtei Wistytschy 50 Leibeigene und 150 Morgen Ackerland besaß, weiter mit 26 Werst westlich von Kobryn. Die Lage lässt such damit auf rund 4 km nordnordwestlich von Schabinka bestimmen.

## Geschichte
Das Kloster wurde zwischen 1704 und 1720 von einem Komorowski auf einer Besitzung des Klosters Wistytschy gegründet (als Mutterkloster wird auch das Kloster Kimbarowka angegeben; hiergegen spricht aber neben der zeitlichen Einordnung, dass Kimbarowka keine Abtei war). Die Gründung wurde 1717 von den polnischen Ständen bestätigt. Die Jurisdiktion über das Kloster soll zunächst zwischen „den benachbarten Abteien“ im Streit gestanden haben, bis es das Generalkapitel von 1738 der Gerichtsbarkeit von Kloster Oliva und Kloster Pelplin unterstellte. Dem Kloster gehörte das Dorf Podrzesze. Es soll vor 1830 aufgehoben worden sein.